# Gerichte in Reuß älterer Linie
Dieser Artikel nennt die Gerichte in Reuß älterer Linie.
Reuß älterer Linie war einer der kleinsten Staaten in Deutschland, entsprechend kleinteilig war die dortige Gerichtsorganisation.

## Gerichtsorganisation bis 1868
Eingangsgerichte waren die Stadträte von Greiz und Zeulenroda, die 5 fürstlichen Justizämter, 14 Patrimonialgerichte und einige Gerichte für einzelne Gruppen (Geistliche, Militärs u. ä.). Darüber stand die fürstliche Regierung als zweite Instanz. Die letzte Instanz bildete das Oberappellationsgericht Jena.
Es bestanden folgende 5 Justizämter:
| Ort        | Gericht                                              | Hohe Gerichtsbarkeit |
| ---------- | ---------------------------------------------------- | -------------------- |
| Greiz      | Justizamt Obergreiz                                  | ja                   |
| Greiz      | Justizamt Untergreiz                                 | ja                   |
| Greiz      | Justizamt Dölau                                      | ja                   |
| Burgk      | Justizamt Burgk                                      | ja                   |
| Zeulenroda | Justizamt Zeulenroda (Stadtvogteigericht Zeulenroda) | nein                 |

Es bestanden 1836 folgende 14 Patrimonialgerichte:
| Ort           | Gericht                        | Hohe Gerichtsbarkeit |
| ------------- | ------------------------------ | -------------------- |
| Bernsgrün     | Rittergut Bernsgrün            | nein                 |
| Crispendorf   | Rittergut Crispendorf          | ja                   |
| Dörflas       | Rittergut Dörflas              | ja                   |
| Fröbersgrün   | Rittergut Fröbersgrün          | nein                 |
| Göschitz      | Rittergut Göschitz             | ja                   |
| Herrmannsgrün | Rittergut Herrmannsgrün        | ja                   |
| Hohenölsen    | Rittergut Hohenölsen           | ja                   |
| Kühdorf       | Rittergut Kühdorf              | ja                   |
| Hohenleuben   | Pfarrgericht Markt Hohenleuben | nein                 |
| Reudnitz      | Rittergut Oberreudnitz         | ja                   |
| Schönfeld     | Rittergut Oberschönfeld        | ja                   |
| Trünzig       | Rittergut Trünzig              | ja                   |
| Reudnitz      | Rittergut Unterreudnitz        | ja                   |
| Schönfeld     | Rittergut Unterschönfeld       | ja                   |

Sonstige Gerichte waren das Konsistorium in Greiz, das Hofmarschall-Amt, die Forstämter (im Zusammenwirken mit den Justizämtern) und die Militärgerichte.
Das Konsistorium war für alle Sachen zuständig, die ausschließlich die Kirche bzw. die Kleriker betrafen sowie für Strafsachen innerhalb von kirchlichen Gebäuden bzw. auf kirchlichem Eigentum. Daneben war es Gericht erster und zweiter Instanz für Ehesachen und Nachlassgericht. Das Hofmarschall-Amt war zuständig für Fälle der Hofchargen und Jäger. Die Forstämter dienten als Forstgericht.
Zum 1. Januar 1865 wurden die Handelsgerichte Greiz, Zeulenroda und Burgk eingerichtet.

## Gerichtsorganisation vor 1868
Zeitnah zur Verfassung wurden 1868 die Gerichte und die Verwaltung neu organisiert. Erstmals wurde die Trennung der Rechtsprechung von der Verwaltung umgesetzt.
Die letzte Instanz bildete weiter das Oberappellationsgericht Jena. Als Mittelinstanz wurde mit Staatsvertrag das gemeinsame Appellationsgericht Eisenach ins Leben gerufen und mit Veröffentlichung vom 18. August 1868 bekannt gemacht,
Mit der 6. Landesherrlichen Verordnung, die Vereinigung der Justizämter Untergreiz, Obergreiz und Dölau und die Einrichtung eines Criminalgerichts betreffend wurden 1855 die Justizämter Untergreiz, Obergreiz und Dölau zum Justizamt Greiz vereinigt. Gleichzeitig wurde die Strafgerichtsbarkeit im Kriminalgericht Greiz zusammengefasst. Das Justizamt Zeulenroda wurde zum Kreisgericht Zeulenroda.
Die Patrimonialgerichtsbarkeit wurde 1868 mit dem 27. Gesetz, die Abschaffung der Patrimonialgerichtsbarkeit betreffend vom 28. März 1868 endgültig abgeschafft.

## Ab 1878
Mit den Reichsjustizgesetzen wurde im Deutschen Reich reichsweit eine einheitliche Gerichtsorganisation geschaffen. Das Gerichtsverfassungsgesetz vom 27. Januar 1877 legte als Instanzenzug Amtsgerichte, Landgerichte und Oberlandesgerichte fest. Die Umsetzung in Reuß älterer Linie führte aufgrund der geringen Größe und der Zersplitterung der Landesteile zu sehr kleinen Gerichten. Auf Obergerichtsebene hatte es bereits vorher das gemeinschaftliche Oberappellationsgericht Jena gegeben, da Reuß ä.L. um ein Vielfaches zu klein für ein eigenes Obergericht gewesen war. Dieses wurde nun zum Oberlandesgericht Jena. In Bezug auf das Landgericht bestand Reuß ä.L. auf der Bildung eines eigenen Landgerichtes. Das Landgericht Greiz war für das ganze Fürstentum zuständig. Dies war aber lediglich 316,39 Quadratkilometer groß und umfasste 1880 nur etwa 47.000 Einwohner. Das Landgericht Greiz war damit eines der kleinsten Landgerichte im Reich. Der Greizer Landtag hatte sich 1878 zwei Mal geweigert, der Bildung eines eigenen Landgerichtes zuzustimmen, da dieses zu klein sei. Der Fürst löste daher am 29. Juli 1878 den Landtag auf. Der 1878 neu gewählte Landtag stimmte am 18. November 1878 der Regierungsvorlage zu.
Dem Landgericht waren die drei Amtsgerichte Burgk, Greiz und Zeulenroda nachgeordnet. Auch diese waren sehr klein. In Burgk und Zeulenroda war jeweils eine Amtsrichterstelle vorgesehen, in Greiz drei.
Rechtsgrundlage für die Bildung der Gerichte war das 32. Gesetz vom 21. November 1878, Aenderungen der bestehenden Gerichtsorganisation betreffend. Das Landgericht hatte danach mindestens 7 Richter, darunter einem Präsidenten und einem Direktor. Der Staatsanwalt am Landgericht war in Personalunion Staatsanwalt beim Amtsgericht Greiz.
Nach der Novemberrevolution 1918 wurde die Auflösung der thüringischen Kleinstaaten und die Bildung eines neuen Landes Thüringen betrieben. Damit verbunden war eine völlige Neuordnung der Gerichte. In einem ersten Schritt wurden Reuß ä. L. und Reuß jüngere Linie im Volksstaat Reuß zusammengefasst. Nach der Gründung des Volksstaates Reuß wurde mit Erlass vom 11. Juli 1919 betreffend die Abänderung des Staatsvertrags über die Fortdauer der Landgerichtsgemeinschaft in Gera das bis dahin bestehende Landgericht Greiz des Fürstentums Reuß ältere Linie aufgelöst und der Landgerichtsbezirk mit den Amtsgerichten Burgk, Greiz und Zeulenroda dem Landgerichtsbezirk Gera zugewiesen. Damit wurde die Neuordnung umgesetzt, die der Arbeiter- und Soldatenrat bereits mit dem Gemeinschaftsnotgesetz, betr. den Zusammenschluß der beiden Freistaaten Reuß auf dem Gebiete der Gesetzgebung, Verwaltung und Rechtspflege vom 21. Dezember 1918 verordnet hatte.